# Johann Martin Mieding

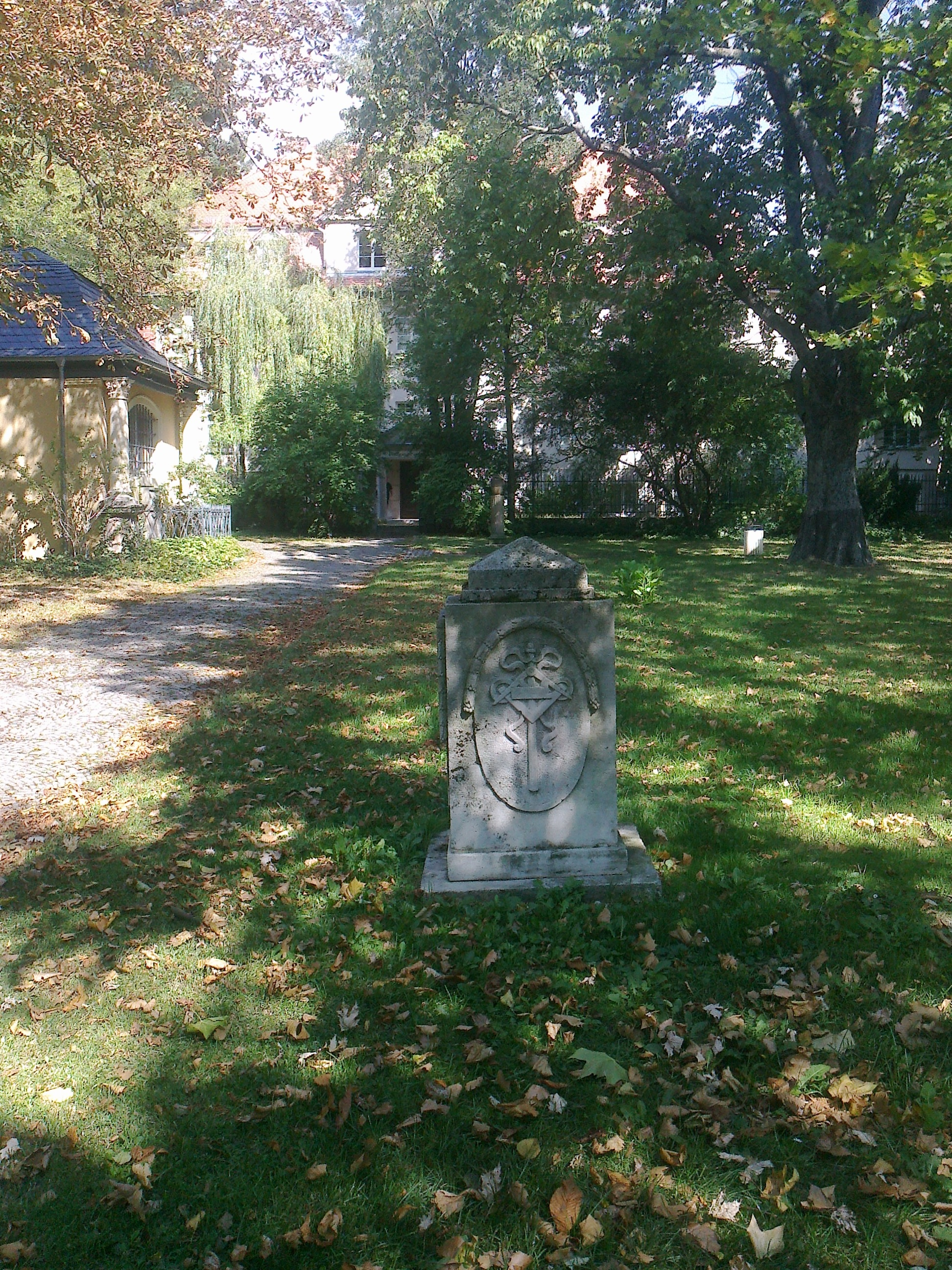
Miedingstein, Ansicht der Insignien

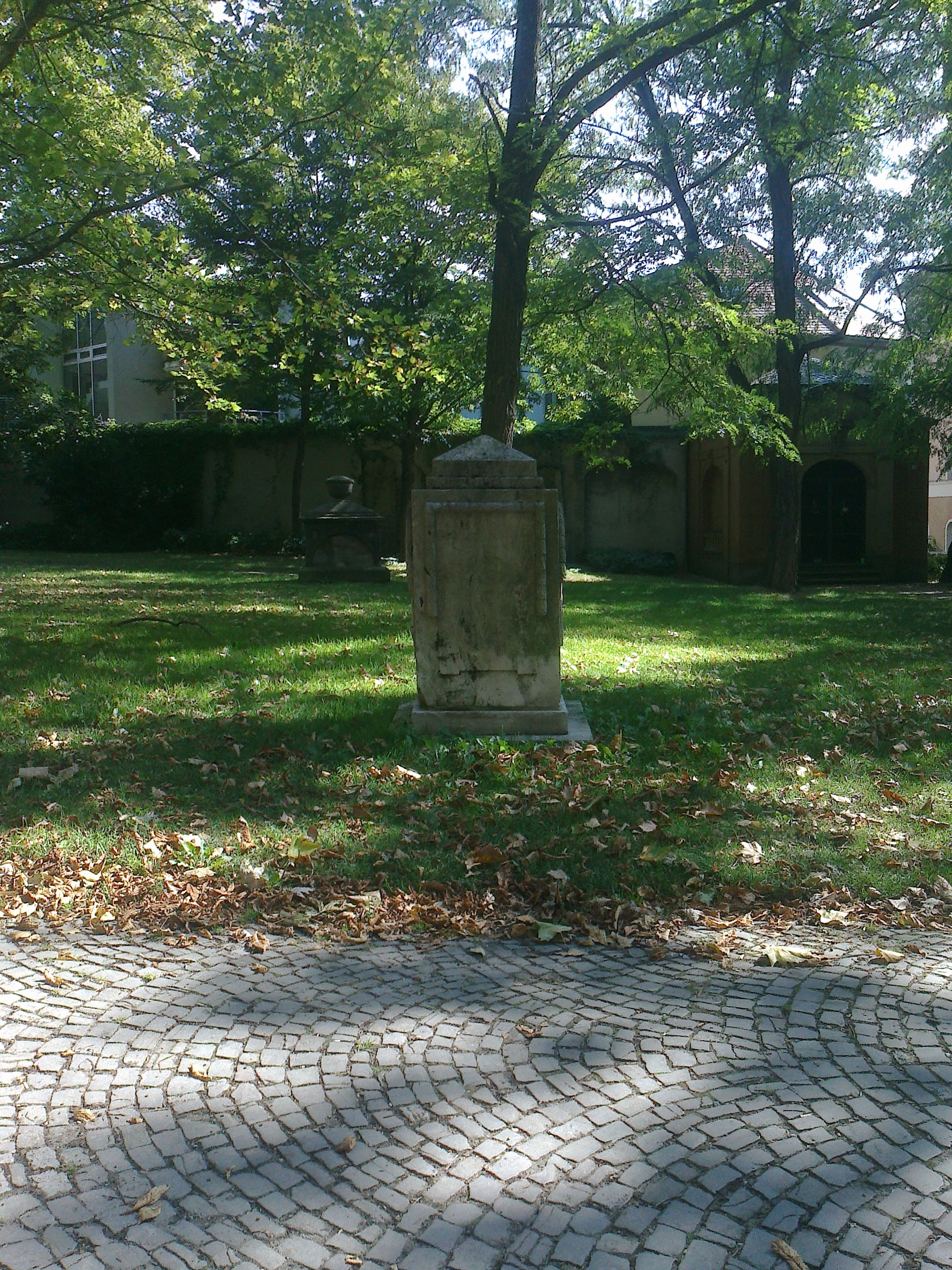
Ansicht des Miedingsteins mit Goethe-Vers

Johann Martin Mieding (* 3. Dezember 1725 in Erfurt; † 27. Januar 1782 in Weimar) war ein deutscher Hoftischler und Bühnenbildner.

## Leben und Wirken
Johann Martin Mieding, Sohn eines Tischlers, erlernte das Handwerk bei seinem Vater. Später zog er nach Weimar und bewohnte dort ein Häuschen am Herderplatz. Mieding war ein besonders geschätzter Mitarbeiter Goethes am Theater in seiner Eigenschaft als Bühnenbildner und wohl noch weitaus mehr wegen seiner einfachen, biederen Persönlichkeit. Auch verkehrte er bei der Tiefurter Theatergesellschaft um Anna Amalia von Sachsen-Weimar-Eisenach.
Am 18. September 1768 heiratete er in der Predigerkirche in Erfurt Johanna Dorothea Schreiber aus Weimar.
Johann Martin Mieding starb im Jahr 1782 im Alter von 56 Jahren in Weimar. Ihm zu Ehren verfasste Goethe im gleichen Jahr das Gedicht Auf Miedings Tod. Diese Elegie wird in einem während der Italienreise geschriebenen Brief erwähnt, in dem es um dessen Drucklegung ging, die 1789 erfolgte. Zugleich gibt es in Goethes Faust zu Beginn von Walpurgisnachtstraum eine Szene, bei welcher der Theatermeister sagt: Heute ruhen wir einmal, Miedings wackre Söhne. Ohne Goethe wäre der Name dieses Bühnenbildners längst vergessen.
Mieding war zugleich Weimarer Hoftischler. Er war der einzige Handwerker geblieben, der die Ehre eines elegischen Nachrufes durch Goethe erfuhr. In ihr allerdings sind jedoch der Hofmaler, der Hofschneider und der Hoffaktor namens Elkan erwähnt. Auch auf die Sängerin und Schauspielerin Corona Schröter wurde darin angespielt. Diese Elegie erschien erstmals im Journal von Tiefurt 1782. Das wiederum geschah zu einer Zeit, als diese Gattung schon nicht mehr zeitgemäß gewesen war. Es dürfte diese Elegie nicht im realen Begräbniszusammenhang Miedings stehen, sondern vielmehr Goethes Inszenierung der literarischen Imagination dessen entsprochen haben. Die Leichenfeier ist folglich nicht real, sondern fiktiv. Es ist anzunehmen, dass weder Goethe noch irgendjemand von der Weimarer Hofgesellschaft bei der wirklichen Begräbnisfeier anwesend war.
Das am 22. Juli 1782 von Goethes gedichtete Singspiel Die Fischerin wurde in Tiefurt uraufgeführt. Das Stück stand nach Goethe ganz in Beziehung zur Wald- und Wassernatur des Ortes und war vor allem auf Beleuchtungseffekte ausgerichtet. Die Hauptrolle hatte hierbei Corona Schröter. Die Bühnentechnik hierzu fertigte Mieding. Diese Aufführung hatte er nicht miterleben können.

## Gedenken an Johann Martin Mieding
Außer der Elegie von Goethe an Mieding gibt es auch andere Formen des Gedenkens an ihn. Am 27. September 1919 wurde für ihn auf dem Jacobsfriedhof Weimar ein Gedenkstein eingeweiht, auf dem sich auch eine Textstelle aus Goethes Elegie zu Mieding befindet. Der Bildhauer Josef Heise schuf diesen. Bemerkenswert sind auch die guterhaltenen Insignien seines Berufes. Ob es auf dem Friedhof zugleich Miedings tatsächliche Grabstelle gewesen ist, kann nicht mit Sicherheit gesagt werden. Unter anderem nach Effi Biedrzynski bezeichnet der Stein die mutmaßliche Begräbnisstelle Miedings. Laut Hannelore Henze und Doris-Annette Schmidt markiert der Stein, den sie als „Grabstein“ bezeichnen, nicht die wirkliche Grabstelle Miedings. Nach ihrer Darstellung verschwand die ursprüngliche Grabstelle Miedings mit der Beräumung des Friedhofs im 19. Jahrhundert. Diese hätte sich im Südwestbereich des Friedhofes befunden.